# سوني وانغ
سوني وانغ (بالصينية: 王陽明) هو ممثل تايواني، ولد في 2 نوفمبر 1982 في تايوان.

## وصلات خارجية
- سوني وانغ على موقع IMDb (الإنجليزية)
- سوني وانغ على موقع قاعدة بيانات الفيلم (الإنجليزية)